# Palais abbatial (Luxeuil)
Ancien palais des Prince-abbés de Luxeuil, le bâtiment du XVIIIe siècle abrite actuellement les locaux de la mairie de la ville.
Ce palais abbatial fait l’objet d’une inscription au titre des monuments historiques depuis le 29 novembre 1934.